# 狗国四
人马座59 （59 Sagittarii），拜耳命名法为人马座b，中文名狗国四，是一颗位于人马座的K-型亮巨星，视星等为4.544。 它位于星群狗國（中国古代星官称为狗国）的东南边，距离地球约1200光年，是狗國星群中最远的一颗恒星。